# Dorcadion carolisturanii
Dorcadion carolisturanii är en skalbaggsart som beskrevs av Stefan von Breuning 1971. Dorcadion carolisturanii ingår i släktet Dorcadion och familjen långhorningar. Inga underarter finns listade i Catalogue of Life.